# Lemat o pompowaniu dla języków regularnych

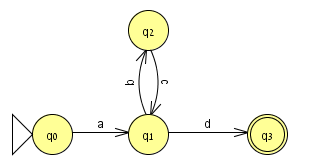
Przykład automatu akceptującego język spełniający lemat o pompowaniu – a(bc)*d

Lemat o pompowaniu dla języków regularnych – twierdzenie najczęściej używane do dowodzenia, że dany język formalny nie jest językiem regularnym. Lemat brzmi:
Jeśli {\displaystyle L} jest językiem regularnym, to istnieje takie {\displaystyle n\geqslant 1,} że {\displaystyle \forall w\in L,|w|\geqslant n} istnieje podział {\displaystyle w} na podsłowa {\displaystyle x,y,z\in \Sigma ^{*}} {\displaystyle (w=xyz),} t.że:
- {\displaystyle y\neq \epsilon }
- {\displaystyle |xy|\leqslant n}
- {\displaystyle \forall k\geqslant 0} {\displaystyle xy^{k}z\in L.}

Nieformalnie lemat orzeka, że każde dostatecznie długie słowo w języku regularnym może być „pompowane”, tj. jego pewna środkowa część może zostać powielona dowolną liczbę razy, a powstałe słowo nadal będzie należeć do danego języka.

## Przykład zastosowania
Udowodnijmy, że język słów postaci {\displaystyle a^{k}b^{k}} dla {\displaystyle k>0} nie jest regularny.
Załóżmy, że jest on regularny. Niech {\displaystyle n} będzie stałą z lematu o pompowaniu. Weźmy teraz słowo {\displaystyle a^{n}b^{n}} i jego podział spełniający warunki lematu. {\displaystyle xy} musi leżeć w całości w części {\displaystyle a^{n}} słowa. Inne podziały nie są możliwe, ponieważ {\displaystyle |xy|\leqslant n,} więc sytuacja, w której {\displaystyle xy=a^{n}b^{p}} dla pewnego {\displaystyle p>0,} nie może mieć miejsca. Mamy więc podział {\displaystyle x=a^{q},} {\displaystyle y=a^{p},} {\displaystyle z=a^{n-q-p}b^{n}.} Zgodnie z lematem do języka należeć musiałoby też słowo {\displaystyle xy^{2}z=a^{q}a^{p}a^{p}a^{n-p-q}b^{n}=a^{n+p}b^{n},} które ma jednak więcej {\displaystyle a} niż {\displaystyle b} i do języka nie należy.
Pokazaliśmy, że dla każdego podziału spełniającego warunki lematu istnieje {\displaystyle k,} wyprowadzające słowo poza język. Stąd badany język nie jest regularny.

## Dowód
Niech {\displaystyle L} będzie językiem regularnym. Istnieje wtedy deterministyczny automat skończony {\displaystyle A,} t.że {\displaystyle L(A)=L}. Załóżmy, że {\displaystyle A} ma {\displaystyle n} stanów. Niech {\displaystyle w\in L} będzie dowolnym słowem o długości co najmniej {\displaystyle n.} Wczytanie {\displaystyle w} wymaga wykonania co najmniej {\displaystyle n} przejść w automacie, co oznacza, że ścieżka odpowiadająca {\displaystyle w} odwiedzi co najmniej {\displaystyle n+1} stanów (wliczając stan startowy). Z zasady szufladkowej wynika, że co najmniej jeden stan {\displaystyle A} pojawi się na ścieżce dwukrotnie.
Niech {\displaystyle w'=w_{i},w_{i+1},\dots ,w_{j}} dla {\displaystyle i<j} będzie podsłowem {\displaystyle w} takim, że w trakcie wczytywania {\displaystyle w} po wczytaniu {\displaystyle w_{i}} i {\displaystyle w_{j}} {\displaystyle A} znalazł się w tym samym stanie {\displaystyle P,} dla najmniejszego możliwego {\displaystyle j.} Zauważmy, że {\displaystyle j\leqslant n;} gdyby tak nie było, moglibyśmy zastosować powyższy argument do początkowego fragmentu {\displaystyle w} długości {\displaystyle n,} dostając {\displaystyle w''} kończące się wcześniej niż {\displaystyle w',} co byłoby sprzeczne z minimalnością {\displaystyle j.} {\displaystyle w'} wyznacza podział {\displaystyle w{:}}
- {\displaystyle w_{1},w_{2},\dots ,w_{i-1},w_{i}} oznaczmy jako {\displaystyle x}
- {\displaystyle w_{i+1},w_{i+2},\dots ,w_{j}} ({\displaystyle w'} bez pierwszej litery) oznaczmy jako {\displaystyle y}
- {\displaystyle w_{j+1},w_{j+2},\dots ,w_{|w|}} oznaczmy jako {\displaystyle z,}

przy czym:
- {\displaystyle |y|\geqslant 1,} ponieważ {\displaystyle i<j\implies |w'|\geqslant 2\implies |y|\geqslant 1}
- {\displaystyle |xy|\leqslant n,} ponieważ {\displaystyle j\leqslant n.}

Po wczytaniu {\displaystyle x} automat znajdzie się w stanie {\displaystyle P.} Wiemy, że po wczytaniu {\displaystyle y} ten stan się nie zmieni, oraz że {\displaystyle z} czytane od stanu {\displaystyle P} doprowadzi automat do stanu akceptującego. Możemy wobec tego powielić {\displaystyle y} tworząc {\displaystyle w'^{k}=xy^{k}z,} {\displaystyle k\geqslant 0.} Po wczytaniu {\displaystyle w'^{k}} {\displaystyle A} znajdzie się w stanie akceptującym, a więc {\displaystyle \forall {k\geqslant 0}} {\displaystyle w'^{k}\in L,} co kończy dowód.